# Athos Miniati
Athos Miniati (Livorno, 21 febbraio 1922 – Livorno, 3 aprile 2005) è stato un calciatore italiano, di ruolo centrocampista.

## Biografia
Era noto come Miniati II per distinguerlo dal fratello Amleto, giocatore del Livorno e Catania.
Nel gennaio del 1959 sposò Iva Giorgi dalla quale, nello stesso anno, ebbe il figlio Marco.

## Carriera
Interno di centrocampo, giocò quattro stagioni in Serie A con le maglie del Genova 1893, Livorno e Lucchese.

## Palmarès

### Club

#### Competizioni nazionali
- Serie C: 1

Udinese: 1948-1949
- IV Serie: 1

Carbosarda: 1952-1953